# Jesse Garcia
Pour les articles homonymes, voir Garcia (patronyme) et García.
Jesse Garcia, né le 14 décembre 1982 à Rawlins, dans le Wyoming, est un acteur américain.

## Biographie
Jesse Garcia nait à Rawlins dans le Wyoming puis grandit à Hanna. Son père est originaire de Durango au Mexique alors que sa mère est née au Wyoming avec ses origines hispaniques,.
Il tient l'un des rôles principaux du film Echo Park, L.A. (2006) de Richard Glatzer et Wash Westmoreland. Il remporte pour sa prestation d'un adolescent homosexuel l'ALMA Award 2007 du meilleur acteur,.

## Filmographie sélective
Sauf indication contraire, les informations mentionnées dans cette section peuvent être confirmées par la base de données cinématographiques IMDb,  présente dans la section « Liens externes ».

### Cinéma
- 2003 : Performance Anxiety de Scott Stamper : le guitariste
- 2004 : Last Goodbye de Jacob Gentry : le joueur
- 2004 : Delivery Boy Chronicles de Stacey Childers Fitzgerald : Mexican Leaf Blower
- 2006 : The Other Side de Gregg Bishop : un secouriste
- 2006 : Echo Park, L.A. (Quinceañera) de Richard Glatzer et Wash Westmoreland : Carlos
- 2007 : La misma luna (Under the Same Moon) de Patricia Riggen : David
- 2007 : The Comebacks de Tom Brady : Jorge Juanson
- 2008 : Good Dick de Marianna Palka : Jose
- 2008 : A Beautiful Life  d'Alejandro Chomski : David
- 2009 : Saint John of Las Vegas de Hue Rhodes : Park Ranger
- 2009 : Locker 13 - segment #1 Down and Out de Matthew Mebane : Ray
- 2010 : Bedrooms de Youssef Delara, Michael D. Olmos et Victor Teran : Sal
- 2010 : Elektra Luxx de Sebastian Gutierrez : Camilo
- 2011 : Trois Voiles (Three Veils) de Rolla Selbak : Carlos
- 2011 : Without Men de Gabriela Tagliavini : l'assistant
- 2012 : Avengers (Marvel's The Avengers) de Joss Whedon : un technicien de l’héliporteur
- 2014 : Alexandre et sa journée épouvantablement terrible et affreuse (Alexander and the Terrible, Horrible, No Good, Very Bad Day) de Miguel Arteta : Dwayne
- 2020 : Adverse de Brian Metcalf : Ranie
- 2021 : Lilly et l'Oiseau (The Starling) de Theodore Melfi : Hector
- 2022 : Ambulance de Michael Bay : Roberto
- 2022 : What Comes Around d'Amy Redford
- 2022 : Tell It Like a Woman : Johnny
- 2023 : Flamin' Hot d'Eva Longoria : Richard Montañez
- 2023 : The Mother de Niki Caro

### Télévision
- 2005 : Allie Singer (Unfabulous) - 1 épisode : un designer
- 2006 : The Shield - 2 épisodes : Mariano
- 2006 : Walkout (téléfilm) d'Edward James Olmos : Armando Lopez
- 2006 : The Closer : L.A. enquêtes prioritaires (The Closer) - 1 épisode : Carlos
- 2006 : Justice - 1 épisode : Frankie Duarte
- 2007 : Urgences (ER) - 1 épisode : Carlos Vega
- 2007 : Les Experts : Miami (CSI: Miami) - 1 épisode : Vasco Torres
- 2007 : New York, section criminelle (Law and Order: Criminal Intent) - 1 épisode : Felix Aguilar
- 2008 : Terminator : Les Chroniques de Sarah Connor (Terminator: The Sarah Connor Chronicles) - 3 épisodes : Carlos
- 2009 : NCIS : Enquêtes spéciales (NCIS) - 1 épisode : Tomas Tamayo
- 2011 : Sons of Anarchy - 5 épisodes : Rafi
- 2012 : Les Experts (CSI: Crime Scene Investigation) - 1 épisode : Ollie Ruiz
- 2013 : East Los High - 1 épisode : Abraham
- 2013 : Longmire - 1 épisode : Rodeo Sharpshooter
- 2014 : You're the Worst - 1 épisode : Martinez
- 2014-2016 : Une nuit en enfer, la série (From Dusk till Dawn: The Series) - 30 épisodes : Freddie Gonzalez
- 2015 : Looking - 1 épisode : Hector
- 2018 : Chicago Police Department (Chicago P.D.) - 1 épisode : Reimundo Morales
- 2018 : The Last Ship - 2 épisodes : Manuel Plasencia / Michael / Manuelito
- 2018 : Collisions (téléfilm) de Richard Levien : Evencio
- 2020 : Narcos: Mexico - 9 épisodes : Sal Orozco
- 2021 : Snowfall - 3 épisodes : l'officier Carlos Lorca

## Distinctions

### Récompenses
- ALMA Awards 2007 : meilleur acteur pour Echo Park, L.A.[5].
- Brooklyn International Film Festival 2019 : meilleur acteur pour Collisions

### Nominations
- Imagen Awards 2007 : meilleur acteur pour Echo Park, L.A.
- GenreBlast Film Festival 2019 : meilleur acteur de court métrage pour Sick
- Imagen Awards 2020 : meilleur acteur de télévision pour Collisions